# Śmiechu warte
Śmiechu warte – polski program rozrywkowy emitowany od 4 maja 1994 do 16 maja 2009 na antenie TVP1, oparty na japońskim formacie Kato-chan Ken-chan gokigen terebi emitowanym na antenie TBS, na amerykańskiej licencji ABC (tu odpowiednik nosił nazwę America's Funniest Home Videos).
W 1998 roku program zdobył drugie miejsce w Telekamerach Tele Tygodnia w kategorii Rozrywka.

## Charakterystyka programu
W programie przedstawiano i oceniano zabawne lub niezwykłe fragmenty domowych i amatorskich nagrań wideo, zgłaszanych do programu przez samych autorów. Nagrania pierwszych 4 odcinków miały miejsce na początku maja 1994. Program po raz pierwszy został wyemitowany 4 maja 1994 w paśmie lokalnym Kanału 7 (obecnie TVP3 Szczecin). Do końca lata 2004 był nadawany w niedziele (głównie po Teleexpressie), później w piątki - najpierw po 17:30, następnie o 15:40 (głównie przed Modą na sukces) i soboty o 13:10 na antenie Programu Pierwszego Telewizji Polskiej. Program był wstrzymywany na okres wakacji (nadawano wówczas powtórki programu).
W latach 1994–2001 program miał charakter konkursowy, posiadając jury wybierane przez prowadzącego poprzez rzucanie w kierunku publiczności pięciu kolorowych piłeczek tenisowych. W latach 2001–2009 publiczność głosowała za pomocą pilotów z przyciskami (jak w wersji amerykańskiej).
Widzowie wybierali spośród 5 filmów te, które mają prawo wziąć udział w losowaniu nagród:
- tygodnia (zwycięzca otrzymywał 1000 zł (w 1994 r. 10 000 000 starych zł) i nagrody rzeczowe, za drugie miejsce były nagrody rzeczowe; triumfatorów wybierała publiczność);
- miesiąca (walczyło o nią 10 filmów – 5, które zdobyły nagrodę tygodnia i 5, które zajęły drugie miejsca; nagrodą był samochód osobowy; zwycięzcę wyłaniało jury złożone ze znanych postaci świata kultury);
- półrocza (kandydowały o nią najlepsze filmy, w tym też takie, które nie zostały nagrodzone przez jury; nagrodą główną był samochód osobowy);
- roku (walczyły o nią filmy miesiąca; w 1995 roku było to mieszkanie lub 50 000 zł (w 1994 r. pół miliarda starych zł);
- specjalnych (przez pewien czas przyznawano nagrodę za zainscenizowaną komiczną reklamę; początkowo nagroda była przyznawana raz w miesiącu, a później – co tydzień; w konkursie brały udział 3 filmy, a do wygrania był zestaw sprzętu AGD lub audio-video).

Ponadto w programie emitowano filmy zza granicy (głównie z USA – amerykańskiego odpowiednika Śmiechu warte, ale także z innych krajów, np. z Japonii, Wielkiej Brytanii, Niemiec czy Hiszpanii).
W drugim odcinku, kiedy był pierwszy plebiscyt na film tygodnia (były 3 filmy) prawo głosu miały 3 osoby wybrane z widowni. W kolejnych odcinkach emitowano 3–4 filmy, a widownia w studiu wybierała film poprzez oklaski – im większe i dłuższe były oklaski, tym lepszy wynik filmu. W kolejnych odcinkach prowadzący wybierali kopertę, w której znajdowały się numery rzędów, na których siedzieli widzowie. Po wylosowaniu numeru asystentka wybierała 5 osób z danego rzędu, który wybierali zwycięski film poprzez podniesienie „lizaków” z logo Śmiechu Warte. Pierwszy plebiscyt na wideo miesiąca wyglądał w ten sposób, że dziecko wybrane przez asystentkę z widowni wybierało z leżącej w studiu sterty nadesłanych kaset jedną kasetę, która stawała się wideo miesiąca. Nagrany na niej film nie musiał brać udziału w konkursie „film tygodnia”, ani nie musiał być wcześniej emitowany.

## Prowadzący

### Główni prowadzący
- Tadeusz Drozda (4 maja 1994 – 3 grudnia 2004)
- Wojciech Kamiński i Przemysław „Sasza” Żejmo – członkowie zielonogórskiego kabaretu Jurki (10 grudnia 2004 – marzec 2006)
- Krzysztof Piasecki (marzec 2006 – luty 2008)
- Joanna Bartel (marzec 2008 – maj 2009)

### Prowadzący konkurs
- Klaudia Semeniuk, Anna Lewandowska i Marzena Kowalska (lipiec 1994 – wiosna 1996)
- Katarzyna Suchorzewska, wcześniej Szopa (wiosna 1996 – grudzień 2007)
- Magdalena Kotarba (grudzień 2007 – maj 2009)

### Prowadzący początek z Drozdą
- Adam Dzieciniak (wiosna 2003 – grudzień 2004)

## Odwołane emisje programu
Emisja programu została odwołana 1 kwietnia 2005 roku z powodu pogorszenia się stanu zdrowia papieża Jana Pawła II, jak i tydzień później, 8 kwietnia 2005, podczas żałoby po jego śmierci. Program miał przerwę w emisji od września 2006 do II połowy kwietnia 2007 roku, bowiem dyrekcja Jedynki za czasów zarządu Bronisława Wildsteina chciała zakończyć już emisję tego programu z powodu spadającej oglądalności.

## Ekipa programu
Reżyserem i scenarzystą był od samego początku aż po odcinek z lutego 2008 Leszek Szopa, zaś od marca 2008 do maja 2009 Dariusz Goczał. Asystentem reżysera i montażem zajmował się Stefan Falkiewicz, producentem był Krzysztof Bielecki.

## Miejsce kręcenia programu i wspomnienie o nim

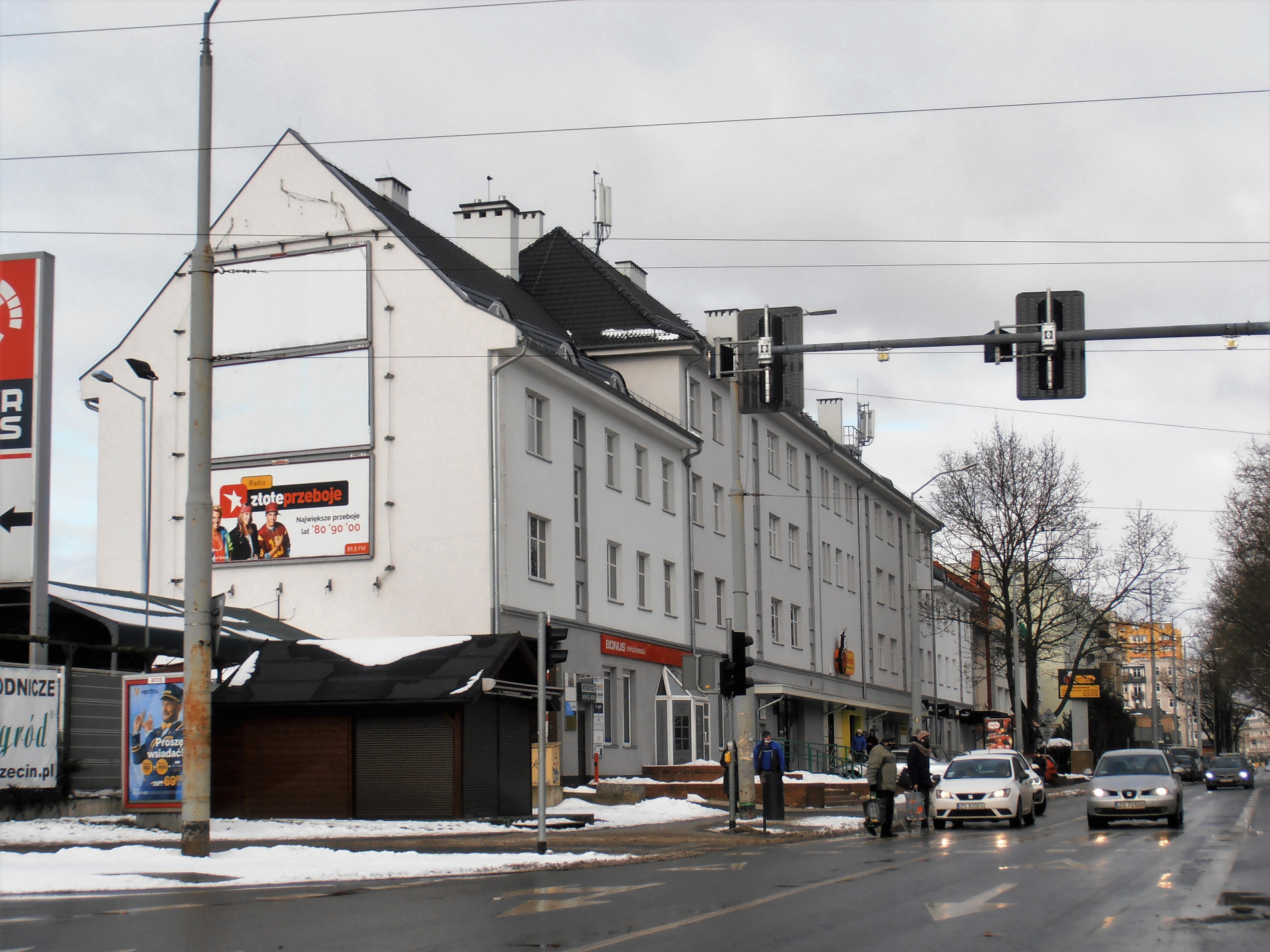
Budynek przy al. Bohaterów Warszawy 33-35, w którym w latach 1994–1996 nagrywano program.

Śmiechu warte kręcono w Szczecinie przy ulicy Mieczysława Niedziałkowskiego 24. W latach 1994–1997 program był nagrywany w szczecińskim klubie „Imperium”, po czym został przeniesiony do studia TVP Szczecin. Został wspomniany w negatywnym świetle, w utworze hip-hopowej grupy Kaliber 44 „Litery”, wydanym na płycie 3:44 we wrześniu 2000 roku.
W jednym z odcinków sitcomu Świat według Kiepskich program został sparodiowany. Nazywał się tam „Warte śmiechu” i prowadził go Tadeusz Drozda. Z kolei w odcinku Kocham Kino pojawiła się inna aluzja do programu („Śmichy Chichy”), kiedy to Ferdynand w rozmowie z Haliną wspominał swój nominowany w przeszłości film i narzekał, że jury było tam wybierane rzucaniem piłeczek jak w pierwowzorze.

## Piosenka tytułowa
Piosenka tytułowa została stworzona, zagrana i zaśpiewana przez Aleksandra Nowackiego. Autorem słów był Leszek Szopa, reżyser i scenarzysta „Śmiechu warte”.
W latach 2006–2007 piosenka była śpiewana przez Monikę Boras.